# 워드프로세서 (자격)
워드프로세서(Word Processor Specialist)는 대한민국의 정보기술 분야 자격이다.
워드프로세싱 프로그램 운영 및 편집능력을 평가하는 국가기술자격 시험으로 대한상공회의소에서 시행한다. 
응시자격의 제한이 없으며, 필기시험과 실기시험으로 시험이 치러진다.
2012년부터는 단일등급(구1급)으로만 시행되며, 2급과 3급은 국가기술자격에서 완전 폐지되었다.

## 필기 시험과목
- 워드프로세싱 일반, PC 운영체제, 컴퓨터와정보활용
- 시험시간은 60분이며, 합격기준은 매과목 100점 만점에 과목당 40점 이상, 평균 60점 이상이다. 필기 시험과목 중 한 과목이라도 40점 미만이면 불합격으로 처리된다.
- 1992년부터 1993년까지 시행된 PC 운영체제 과목이 윈도우 3.0 기준으로 출제되었다.
- 1994년부터 1996년까지 시행된 PC 운영체제 과목이 윈도우 3.1 기준으로 출제되었다.
- 1997년부터 2000년까지 시행된 PC 운영체제 과목이 윈도우 95 기준으로 출제되었다.
- 2001년부터 2005년까지 시행된 PC 운영체제 과목이 윈도우 98 기준으로 출제되었다.
- 2006년 1월부터 2013년 12월까지 시행된 PC 운영체제 과목이 윈도우 XP 기준으로 출제되었다.
- 2014년 1월부터 2019년 12월까지 PC 운영체제 과목이 윈도우 7 홈 프리미엄 기준으로 출제되었다.
- 2020년 1월부터 2025년 상반기까지 PC 운영체제 과목이 윈도우 10 홈 기준으로 출제한다.
- 2025년 하반기부터 PC 운영체제 과목이 윈도우 11 홈 기준으로 출제될 예정이다.

## 실기 시험과목
- 문서작성능력을 측정한다.
- 시험방법은 문제지에 제시된 문서를 보고 입력 및 편집을 하는 것이다.
- 시험시간은 30분이며, 합격기준은 100점 만점에 80점 이상이다.
- 실기시험 프로그램은 도스용 워드프로세서로 실기시험에 응시할 때에는 아래아한글 2.1(수검용), 하나워드프로세서로 볼 수 있었고, 윈도용워드프로세서로 실기시험 프로그램이 아래아한글 97, 2005 · 2007, 마이크로소프트 워드 2007, 훈민정음 글로벌으로 응시할 수 있었다.
- 2014년부터 실기시험 프로그램이 아래아한글 2007 · 2010, 마이크로소프트 워드 2007, 정음 글로벌 로 바뀐다. 한편, 아래아한글 2005는 폐지된다.
- 2015년 7월부터 정음 글로벌이 폐지된다
- 2018년에 개편되어 실시시험 프로그램이 아래아한글 2007과 마이크로소프트 워드 2007이 폐지되고 아래아한글 2010과 마이크로소프트 워드 2010으로 시험을 시행하게 되었고 문제 유형이 추가 · 변화되었다.
- 2021년에 개편되어 실시시험 프로그램이 아래아한글 2010과 마이크로소프트 워드 2010이 폐지되고 아래아한글 2020과 마이크로소프트 워드 2016으로 시험을 시행하게 되었고 문제 유형이 추가 · 변화되었다.

## 접수
상시 검정에 대한상공회의소 자격평가사업단 홈페이지 인터넷 접수가 가능하다.

## 특이 사항
- 《국가기술자격》 취득자를 기준으로 워드프로세서 자격시험 1백4천만명으로 이르렀다.
- 워드프로세서 2급과 3급은 2012년 1월 1일부터 폐지되었다.

## 같이 보기
- 컴퓨터활용능력